# Guangzhou Zuqiu Julebu
Il Guangzhou Zuqiu Julebu (廣州足球俱樂部T, 广州足球俱乐部S, Guǎngzhōu Zúqiú JùlèbùP), noto in precedenza come Guangzhou Evergrande o semplicemente come Guangzhou, è stata una squadra di calcio cinese con sede nella città di Canton.

## Denominazione[1]
- Dal 1954 al 1955: Zhongnan Tiyuan Jingji Zhidao Ke Zuqiu Dui Bai Dui (中南体院竞技指导科足球队白队S; Guangzhou Institute of Sports Football Team)
- Dal 1955 al 1961: Guangzhoushi Dui (广州市队S; Guangzhou Team)
- Dal 1961 al 1966: Guangzhoushi Zuqiu Dui (广州市足球队S; Guangzhou Football Team)
- Dal 1977 al 1984: Guangzhou Qingnian Dui (广州青年队S; Guangzhou Youth Team)
- Dal 1984 al 1989: Guangzhou Baiyun Shan Dui (广州白云山队S; Guangzhou Baiyun Shan Team)
- Dal 1989 al 1993: Guangzhou Baiyun Shan Zuqiu Julebu (广州白云山足球俱乐部S; Guangzhou Baiyun Shan Football Club)
- Dal 1993 al 2000: Guangzhou Taiyangshen Zuqiu Julebu (广州太阳神足球俱乐部S; Guangzhou Apollo Football Club)
- Dal 2001 al 2002: Guangzhou Jili Qiche Zuqiu Julebu (广州吉利汽车足球俱乐部S; Guangzhou Geely Football Club)
- Dal 2002 al 2003: Guangzhou Xiangxue Zhiyao Zuqiu Julebu (广州香雪制药足球俱乐部S; Guangzhou Xiangxue Football Club)
- Dal 2004 al 2005: Guangzhou Rizhiquan Zuqiu Julebu Zhong Yiyao Ye Dui (广州日之泉足球俱乐部中一药业队S; Guangzhou Sunray Cave Football Club)
- Dal 2006 al 2007: Guangzhou Yiyao Zuqiu Julebu (广州医药足球俱乐部S; Guangzhou GPC Football Club)
- Nel 2008: Guangzhou Yiyao Zuqiu Julebu Zhong Yiyao Ye Dui (广州医药足球俱乐部中一药业队S; Guangzhou GPC Zhongyi Football Club)
- Nel 2009: Guangzhou Yiyao Baiyunshan Zuqiu Julebu (广州医药白云山足球俱乐部S; Guangzhou GPC Baiyunshan Football Club)
- Nel 2010: Guangzhou Hengda Zuqiu Julebu Guangqi Dui (广州恒大足球俱乐部广汽队S)
- Dal 2011 al 2014: Guangzhou Hengda Zuqiu Julebu (广州恒大足球俱乐部S; Guangzhou Evergrande Football Club)
- Dal 2014 al 2021: Guangzhou Hengda Taobao Zuqiu Julebu (广州恒大淘宝足球俱乐部S; Guangzhou Evergrande Taobao Football Club)
- Dal 2021 al 2025: Guangzhou Zuqiu Julebu (广州祖秋朱勒布S; Guangzhou Football Club)

## Storia
Fondata nel giugno 1954 con il nome di Guangzhou Football Team, è stato il primo club di calcio in Cina. Nel 1993 il club fu rilevato dall'Apollo Group e la squadra fu rinominata Guangzhou Apollo Football Club. Nel 2006 la società passa di nuovo di proprietà, venendo comprata dal gruppo farmaceutico dell'omonima città, e viene rinominata Guangzhou Pharmaceutical F.C. I tifosi e i cronisti sono soliti chiamare la squadra Guangzhou GPC oppure Guangzhou Team.
Il club è stato promosso alla prima divisione nel 2007 dopo nove stagioni in seconda divisione. Da questo punto in poi la crescita del club è stata veloce e costante. Riottenuta agevolmente la promozione dopo una nuova discesa in seconda divisione nella stagione 2010, il Guangzhou a inizio 2011 opera in maniera considerevole sul mercato. Oltre alle stelle locali Zhang Linpeng, Feng Xiaoting, Yang Jun, Jiang Ning e Yang Hao, la Evergrande Group investe anche sul mercato estero. Arrivano, tra gli altri, l'attaccante brasiliano naturalizzato serbo Cléo e il centrocampista argentino Darío Conca. Il Guangzhou al termine della stagione festeggia il suo primo titolo nazionale, con quattro gare d'anticipo.
Il 16 maggio 2012 viene ufficializzato l'ingaggio come allenatore di Marcello Lippi con il quale a fine ottobre vince il campionato e la Coppa nazionale. Nella stagione successiva il club vince ancora il campionato nazionale e il 9 novembre 2013 vince la sua prima AFC Champions League contro i sudcoreani del Football Club Seoul, dopo due pareggi: 2-2 all'andata, 1-1 al ritorno.
Nel 2014, anno in cui la società acquista gli italiani Alessandro Diamanti e Alberto Gilardino, coglie la quarta affermazione consecutiva a livello nazionale. Il 2 novembre 2014 Lippi, ipotecata la vittoria del suo terzo scudetto con la compagine cinese, lascia la panchina del Guangzhou diventando il nuovo direttore tecnico. Il 5 novembre 2014, su sua richiesta, viene ingaggiato come nuovo allenatore Fabio Cannavaro. Il 26 febbraio 2015 Lippi si dimette da direttore tecnico. Il 4 giugno 2015, con la squadra al primo posto in campionato e ai quarti della AFC Champions League, Cannavaro viene esonerato e sostituito da Felipe Scolari. Il club vince il campionato per la quinta volta consecutiva e vince la sua seconda AFC Champions League. Nei due campionati successivi con Scolari arrivano altri due titoli, che allungano la striscia a sette campionati consecutivi. Nel novembre 2017 Scolari lascia la guida del club e al suo posto torna Cannavaro. Con l'allenatore italiano il club vince un altro campionato nel 2019.
Dopo aver dominato in patria, con otto campionati in nove anni, le rigide norme imposte dal Governo cinese (prima il tetto agli stipendi dei calciatori stranieri e poi il blocco degli investimenti) hanno messo fine alle spese della società, nel frattempo passata di mano e diventata Guangzhou FC. Si avvia, dunque, una fase di declino anche sportivo, culminato il 27 dicembre 2022 con la retrocessione nella seconda serie con una partita d'anticipo.
Il 7 gennaio 2025 viene dichiarata fallita per somma di debiti.

## Stadio
A partire dal 2011 il Guangzhou giocava le proprie partite casalinghe nello Stadio di Tianhe, avente una capienza di 54 856 spettatori. Nell'aprile del 2020 sono stati iniziati i lavori per la costruzione di un nuovo stadio, che avrebbe dovuto essere chiamato Guangzhou Evergrande Football Stadium ed avrebbe dovuto essere completato entro il dicembre del 2022 in tempo per la cerimonia di inaugurazione della Coppa d'Asia 2023: tuttavia, complici la pandemia di COVID-19 (che ha portato anche allo spostamento in Qatar di tale torneo) e la crisi del settore immobiliare cinese che ha coinvolto il gruppo Evergrande, nel corso del 2022 il progetto è stato abbandonato.

## Palmarès

### Competizioni nazionali
- Campionato cinese: 8  (record condiviso con Dalian Shide Zuqiu Julebu)

2011, 2012, 2013, 2014, 2015, 2016, 2017, 2019
- Coppa della Cina: 2

2012, 2016
- Supercoppa di Cina: 4

2012, 2016, 2017, 2018
- China League One: 2

2007, 2010

### Competizioni internazionali
- AFC Champions League: 2  (record cinese)

2013, 2015

## Statistiche e record

### Partecipazione ai campionati
| Livello | Categoria            | Partecipazioni | Debutto | Ultima stagione | Totale |
| ------- | -------------------- | -------------- | ------- | --------------- | ------ |
| 1º      | Campionato nazionale | 1              | 1955    | 1955            | 32     |
| 1º      | Prima Divisione      | 6              | 1961    | 1986            | 32     |
| 1º      | Divisione A          | 2              | 1987    | 1988            | 32     |
| 1º      | Jia-A League         | 9              | 1989    | 1998            | 32     |
| 1º      | Super League         | 14             | 2008    | 2022            | 32     |
| 2º      | League One           | 7              | 2004    | 2024            | 21     |
| 2º      | Seconda divisione    | 8              | 1956    | 1984            | 21     |
| 2º      | Jia-B League         | 6              | 1990    | 2003            | 21     |
| 3º      | League Two           | 1              | 1980    | 1980            | 1      |

### Partecipazione alle coppe
| Competizione                  | Partecipazioni | Debutto | Ultima stagione | Totale |
| ----------------------------- | -------------- | ------- | --------------- | ------ |
| Coppa di Cina                 | 30             | 1984    | 2024            | 31     |
| Supercoppa di Cina            | 7              | 2012    | 2018            | 7      |
| AFC Champions League          | 11             | 2012    | 2022            | 11     |
| Coppa del mondo per club FIFA | 2              | 2013    | 2015            | 2      |

### Statistiche individuali
Dal 1994 il primo campionato professionistico. Dati aggiornati al 22 ottobre 2020. Nomi in grassetto indicano i giocatori attualmente in rosa.
| Giocatore       | Gol | Periodo                  |
| --------------- | --- | ------------------------ |
| Ai Kesen        | 74  | 2013-2016, 2019-presente |
| Gao Lin         | 73  | 2010-2020                |
| Ricardo Goulart | 71  | 2015-presente            |
| Paulinho        | 58  | 2015-2017, 2018-2021     |
| Luis Ramírez    | 48  | 2007-2009                |
| Muriqui         | 43  | 2010-2014, 2017          |
| Alan            | 37  | 2015-presente            |
| Hu Zhijun       | 36  | 1994-1997                |
| Darío Conca     | 33  | 2011-2013                |
| Talisca         | 33  | 2018-2021                |

| Giocatore       | Gol | Periodo                  |
| --------------- | --- | ------------------------ |
| Ricardo Goulart | 103 | 2015-presente            |
| Gao Lin         | 95  | 2010-2020                |
| Ai Kesen        | 92  | 2013-2016, 2019-presente |
| Paulinho        | 73  | 2015-2017, 2018-2021     |
| Muriqui         | 67  | 2010-2014, 2017          |
| Alan            | 58  | 2015-presente            |
| Darío Conca     | 54  | 2011-2013                |
| Luis Ramírez    | 48  | 2007-2009                |
| Talisca         | 40  | 2018-2021                |
| Hu Zhijun       | 36  | 1994-1997                |

## Organico

### Rosa
Aggiornata al 7 marzo 2024.
| N. |                     | Ruolo | Calciatore         |
| -- | ------------------- | ----- | ------------------ |
| 1  | Cina (bandiera)     | P     | Askhan             |
| 1  | Cina (bandiera)     | D     | Wang Wenxuan       |
| 3  | Cina (bandiera)     | D     | Liu Langzhou       |
| 4  | Cina (bandiera)     | D     | Chen Quanjiang     |
| 5  | Cina (bandiera)     | D     | Wang Shilong       |
| 6  | Cina (bandiera)     | C     | Hou Yu             |
| 7  | Cina (bandiera)     | A     | Eysajan Kurban     |
| 8  | Lituania (bandiera) | D     | Rimvydas Sadauskas |
| 9  | Colombia (bandiera) | A     | Juan Alegría       |
| 11 | Cina (bandiera)     | A     | Abduwahap Aniwar   |
| 12 | Cina (bandiera)     | A     | Islam Yasin        |
| 13 | Cina (bandiera)     | D     | Wang Jie           |
| 14 | Cina (bandiera)     | C     | Wu Yongqiang       |
| 15 | Cina (bandiera)     | D     | Xu Bin             |
| 16 | Cina (bandiera)     | C     | Zhang Zhixiong     |

| N. |                     | Ruolo | Calciatore    |
| -- | ------------------- | ----- | ------------- |
| 17 | Cina (bandiera)     | A     | Yang Hao      |
| 18 | Cina (bandiera)     | C     | Liao Jintao   |
| 19 | Cina (bandiera)     | A     | Wu Junjie     |
| 20 | Cina (bandiera)     | C     | Han Kunda     |
| 21 | Cina (bandiera)     | C     | Wang Shijie   |
| 22 | Cina (bandiera)     | A     | Li Jiahao     |
| 23 | Cina (bandiera)     | C     | Yang Dejiang  |
| 24 | Cina (bandiera)     | A     | Weli Qurban   |
| 26 | Cina (bandiera)     | C     | Li Xingxian   |
| 27 | Cina (bandiera)     | C     | Wang Junyang  |
| 28 | Colombia (bandiera) | A     | Juan Peñaloza |
| 29 | Cina (bandiera)     | A     | Zhang Dachi   |
| 30 | Cina (bandiera)     | A     | Bai Yutao     |
| 31 | Cina (bandiera)     | P     | Wu Zitong     |
| 32 | Cina (bandiera)     | P     | Huo Shenping  |

### Staff tecnico
- Salva Suay - Allenatore
- Niu Zhenning - Collaboratore tecnico
- Zhao Yuxiang - Collaboratore tecnico
- Marc Franquesa Puig - Allenatore dei portieri
- Sergio Manuel Pou Rodriguez - Preparatore atletico